# Melanochromis cyaneorhabdos
Melanochromis cyaneorhabdos é uma espécie de peixe da família Cichlidae. É endêmico do Malawi. Seu habitat é constituído por lagos de água doce. Por ser uma espécie endêmica não há muita informação disponível, exceto as fornecidas a seguir por criadores. Acredita-se que esta espécie é um híbrido de Pseudotropheus demasoni.
Também conhecido por Maingano, este mbuna também é confundido com M. johanni. Uma característica importante característica que distingue o Maingano é que as fêmeas não são laranjas, enquanto as fêmeas de M. johanii são. Ambos, macho e fêmea M. cyanerhabdos tem a mesma cor; de qualquer maneira, machos podem ter coloração mais intensa, particularmente em machos dominantes or sexualmente ativos.
Nome científico
Melanochromis cyaneorhabdos
Tamanho máximo (min-max)
10 cm
ph da água
7.4 - 8.5
Dureza da água (dGH)
dGH 9.0 - 27.0 N
Temperatura Recomendada
23.0 - 27.0 C ( 73.4 - 80.6 F)

## Temperamento com os da sua espécie
Muito agressivo entre machos da mesma especie 

## Temperamento com outras espécies de peixe
Agressivo, como qualquer mbuna.
Muito agressivo contra peixes de padrao e coloracao identicos.

## Nível frequentado
Nível Médio

## Meio de Reprodução
Desova

## Origem do Peixe
Lago Malawi, ao redor da Ilha Likoma (Africa)

## Habitat
Habitats Rochosos

## Dieta
Onivora

## Dimorfismo sexual
O Macho possui um abdome e listras mais escuras. A fêmea tem abdome mais claro e nadadeiras pélvicas curtas.
Reprodução: Incubação Bucal

## Reprodução
Incubação Bucal

## No aquário
Tamanho Máximo: 10 cm"
Temperatura: 78 - 82°F
pH: 7.8 - 8.6